# シンデレラの海
『シンデレラの海』（-うみ）は、東海テレビ制作・フジテレビ系列で、1973年2月19日～1973年5月4日に放送された昼ドラマである。

## キャスト
- 佐藤友美
- 高城丈二
- 佐竹明夫

## スタッフ
- 監督:木村正芳、葛生雅美
- 脚本：横光晃、生田直親
- 音楽：たかしまあきひこ